# Coroplast Group
Die Coroplast Fritz Müller GmbH & Co. KG (kurz: Coroplast Group) ist ein Automobilzulieferer, der insbesondere Klebebänder, Kabel, Leitungen und Leitungssätze herstellt, mit Stammsitz in Wuppertal.
Das Unternehmen befindet sich heute (Stand: 29. Dez. 2023) im Besitz von 19 Mitgliedern der Gründerfamilie.
Die Coroplast Group verwendet in Außenauftritt die drei Marken Coroplast Tape, Coroflex und WeWire.
Die Coroplast Group gilt insbesondere bei Klebebändern als Marktführer.
Neben der Automobilindustrie werden auch Kunden aus der Industrie und dem Handwerk, vor allem aus der Medizintechnik und Dachbedeckung beliefert.

## Geschichte

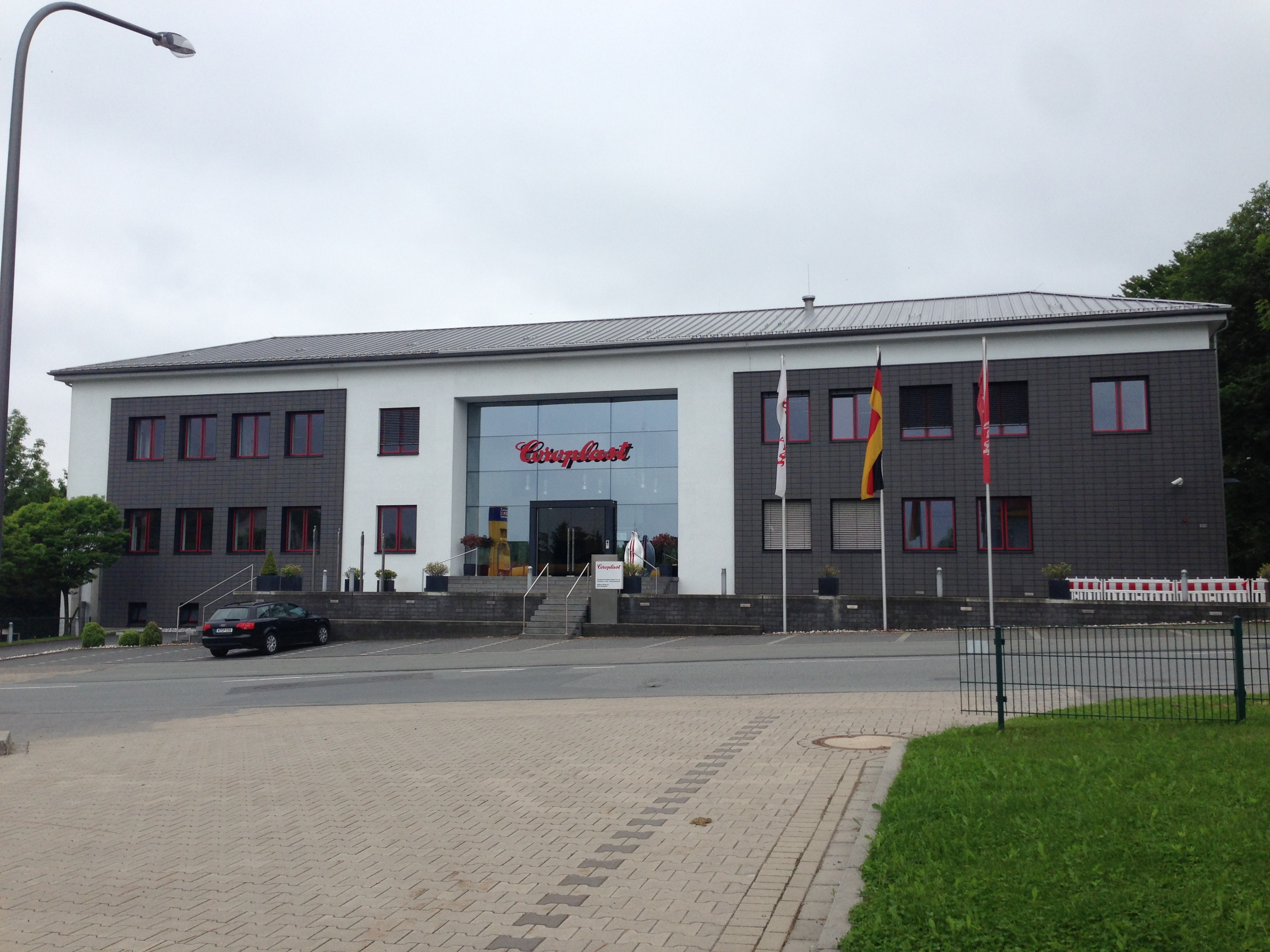
Unternehmenszentrale in Wuppertal-Nächstebreck

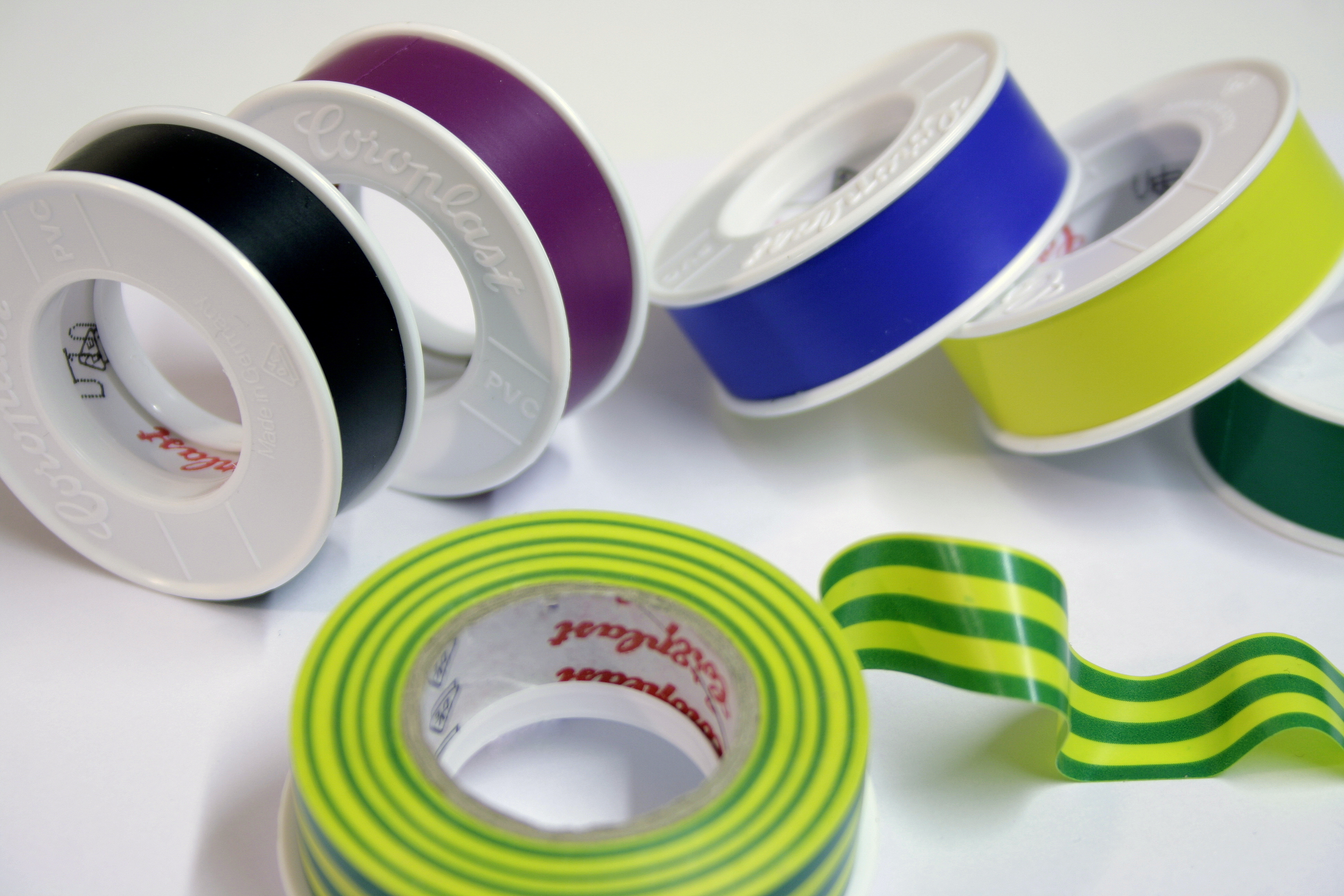
Isolierbänder aus PVC

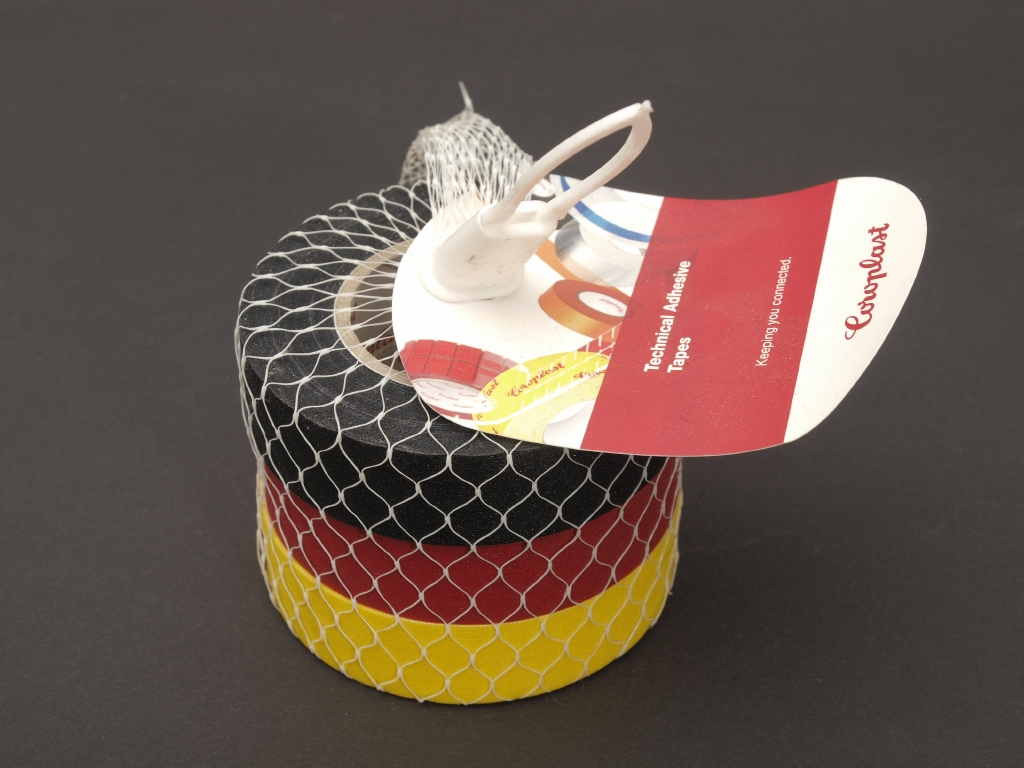
Textilklebebänder

Coroplast wurde 1928 als Fritz Müller Elektroisoliermaterial in Barmen, das heute ein Stadtteil Wuppertals ist, gegründet. Die ersten Jahre wurden noch von der Textilindustrie beeinflusst, die Barmen zur damaligen Zeit zu einer bedeutenden Industriemetropole machte. Als erste Produkte brachte Coroplast Textilisolierschläuche und textile Bänder zur Wicklung von Elektromotoren auf den Markt.
Im Laufe der 1930er Jahre beschäftigte sich das Unternehmen als eines der ersten mit der Nutzung und Verarbeitung von Polyvinylchlorid (PVC) und gilt damit als weltweiter Pionier. Dadurch konnten noch vor dem Zweiten Weltkrieg hochwertige Isolierschläuche und isolierte Leitungen für die deutsche Automobilindustrie hergestellt werden.
Ende der 1940er Jahre wurde das Unternehmen zu Coroplast Fritz Müller umbenannt. PVC wurde in den Folgejahren zu Folien kalandriert, wodurch eine Basis für selbstklebende Isolierbänder geschaffen wurde. Auch bei Kleberohstoffen setzte man nicht auf bis dato übliche Kautschuk-Arten, sondern auf eine neue Form der Acrylate in wässrigen Dispersionen. Auch hier festigte Coroplast seine Pionier-Rolle, da der Einsatz lösungsmittelfreier Kleber aus ökologischer Sicht eine Neuheit war.
Daraus wurde später der Grundstein für heutige Geschäftsbereiche gelegt. Im Laufe der Jahre wurde das herkömmliche PVC durch thermoplastische Materialien und Elastomere ergänzt. Die zur Produktion verschiedener Leitungssysteme erforderlichen Kunststoffmischungen werden auch heute noch großteils im unternehmenseigenen Compoundierwerk hergestellt. Parallel zur Compoundierung, Kalandrierung und Extrusion hat sich Coroplast zudem als Spritzgussspezialist von hochwertigen Stoffen etabliert.
Im Jahr 2020 münden die ehemaligen Geschäftsbereiche Technische Klebebänder, Kabel & Leitungen und Leitungssätze von Coroplast in eigenständigen Marken. Der Geschäftsbereich Technische Klebebänder wird zu Coroplast Tape, der Geschäftsbereich Kabel und Leitungen heißt Coroflex und der Geschäftsbereich Leitungssätze bekommt den Namen WeWire.

## Standorte
Neben dem Hauptsitz in Wuppertal führt es in Deutschland drei Service-Center in Wolfsburg, Stuttgart und Großmehring bei Ingolstadt. Zudem betreibt es Vertretungen in den Bereichen Verbindungstechnik (Kruft, Ehingen), Dämmstoffhandel (Hamburg, Planegg), Sonstige Industrie & Handel (Kruft, Planegg, Ehingen) und Kabelsatzkomponenten & Verbindungstechnik Automotive (Friedrichroda).
Darüber hinaus betreibt Coroplast Group dreizehn internationale Standorte in Mianyang, Kunshan (Volksrepublik China), Strzelce Opolskie, Dylaki (Polen), Hammamet, Soliman (Tunesien), Acámbaro, Celaya (Mexiko), Rock Hill (South Carolina, Vereinigte Staaten) und Căușeni (Moldawien).
Weltweit existieren über 30 Repräsentanzen und Service-Center, hauptsächlich innerhalb Europas sowie in Ostasien.